# الدوري التشيكوسلوفاكي 1952
الدوري التشيكوسلوفاكي 1952 هو الموسم 46 من الدوري التشيكوسلوفاكي ‏. أشرف على تنظيمه اتحاد جمهورية التشيك لكرة القدم، وكان عدد الأندية المشاركة فيه 14، وفاز فيه سبارتا براغ.